# Zähmätabad
Zähmätabad (azerbajdzjanska: Zəhmətabad, tidigare Novomixaylovka) är en ort i Azerbajdzjan.   Den ligger i distriktet Biläsuvar, i den sydöstra delen av landet, 150 km sydväst om huvudstaden Baku. Antalet invånare är 3 006.
Terrängen runt Zähmätabad är platt. Närmaste större samhälle är distriktshuvudorten Biläsuvar, 2,8 km sydväst om Zähmätabad.
Trakten runt Zähmätabad består till största delen av jordbruksmark. Runt Zähmätabad är det ganska glesbefolkat, med 48 invånare per kvadratkilometer.